# 苏州新区火车站 (地铁)
苏州新区火车站位于中華人民共和國江苏省苏州市虎丘区浒墅关镇，苏州新区站前，是苏州地铁3号线与6号线的地铁换乘站，3号线车站于2019年12月25日开通，6号线车站于2024年6月29日开通，站内换乘通道于2024年8月1日启用。

## 车站结构

### 楼层
|                   |  | █ 3号线落客                       |
| 島式 · 開左邊车门 |  |                                   |
|                   |  | █ 3号线往花桥（11号线）（惠昌路） |

|                   |  | █ 6号线落客             |
| 島式 · 開左邊车门 |  |                         |
|                   |  | █ 6号线往桑田岛（保丰） |

### 出入口
| 编号                | 编号                                | 指示         | 图片 |
| ------------------- | ----------------------------------- | ------------ | ---- |
|                     | 1 · 出口                            | 城铁南路     |      |
| 2 · 出口 · （设有） | 城铁南路，有轨电车2号线，苏州新区站 |              |      |
| 3 · 出口            | 城铁南路                            |              |      |
| 4 · 出口            | 城铁南路                            |              |      |
|                     | 5 · 出口 · （设有）                 | （暂未开通） |      |
| 6 · 出口            | 城际路                              |              |      |
| 7 · 出口            | 城际路                              |              |      |
| 图例： 设有         |                                     |              |      |

## 周边設施
- 苏州新区站（沪宁城际铁路）
- 新区永旺梦乐城
- 宜家家居
- 方糖乐园
- 苏州汇融广场假日酒店
- 苏州高新区敬恩小学
- 乐学书堂小学

## 图集
3号线车站装饰主要以交通特性为主题，彰显出强烈的时代感与科技感。

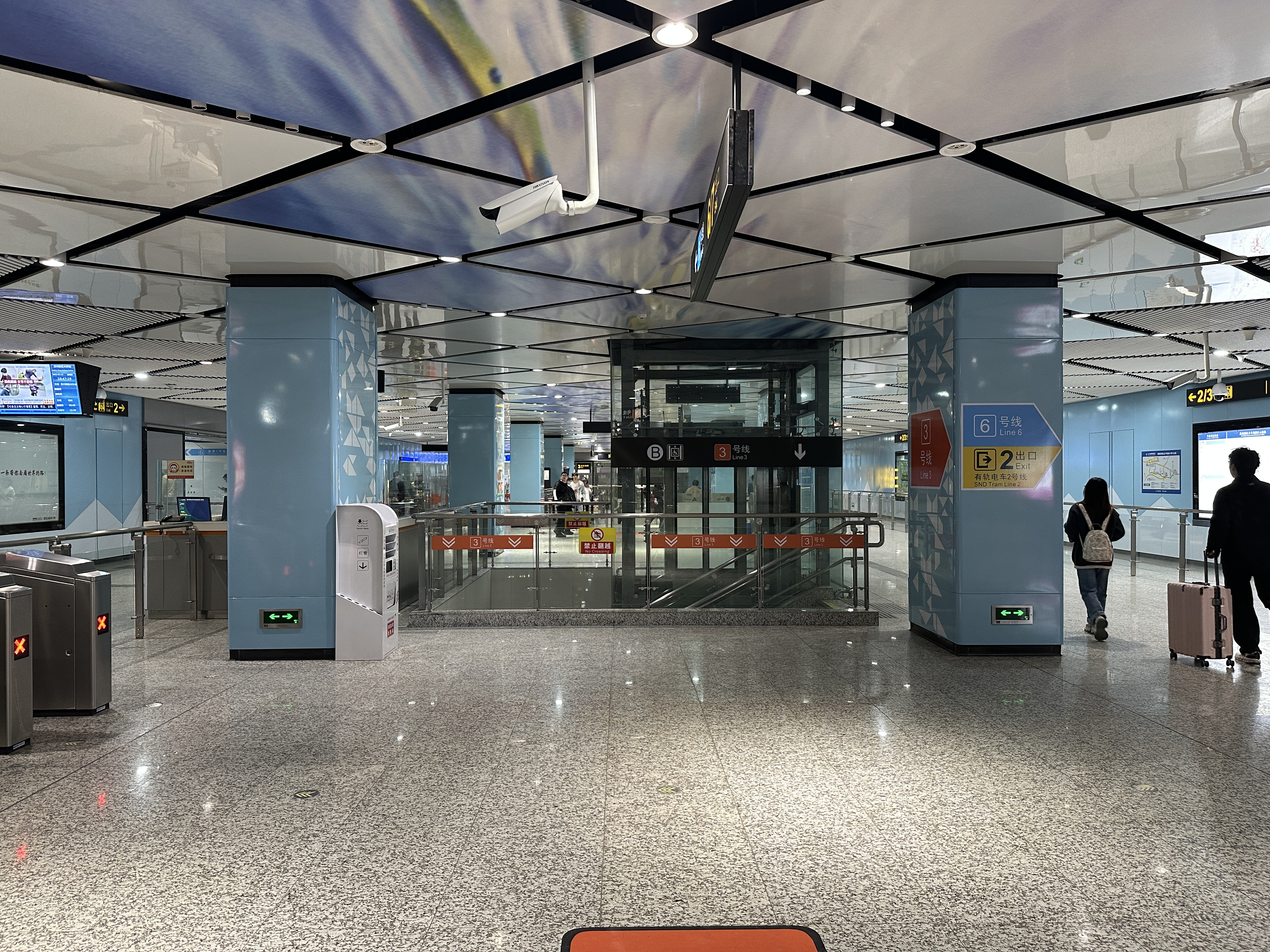
3号线站厅
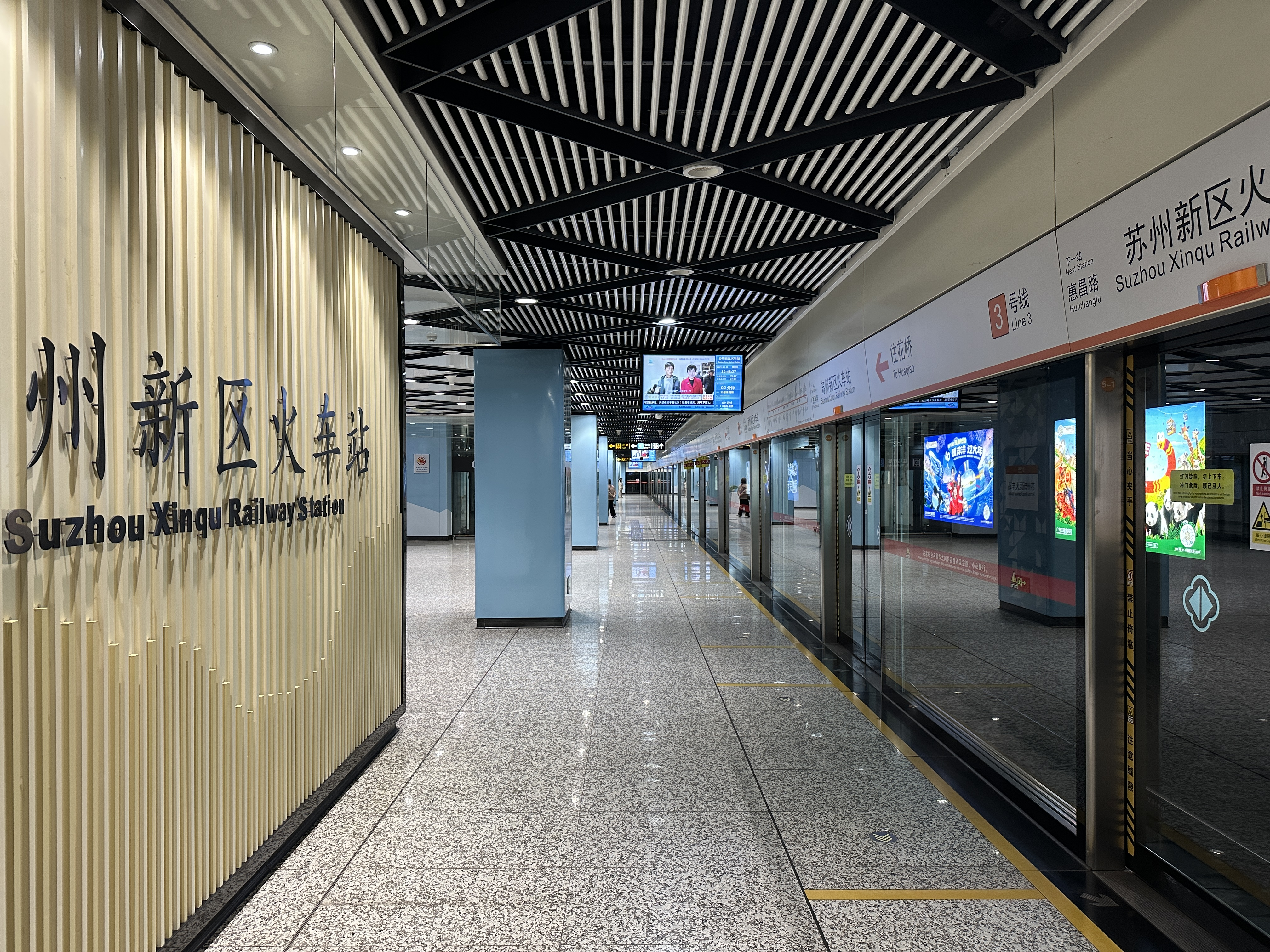
3号线站台
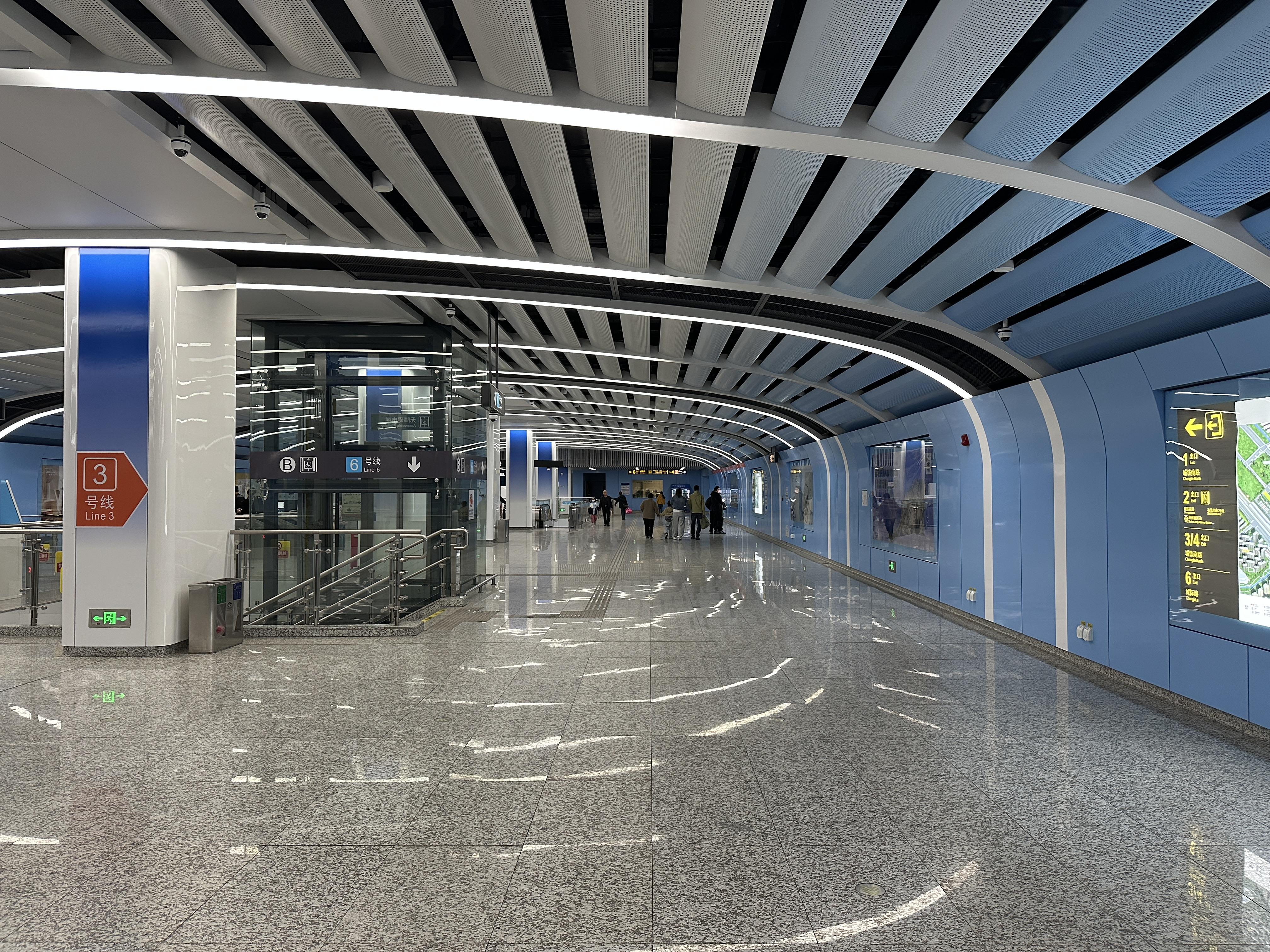
6号线站厅
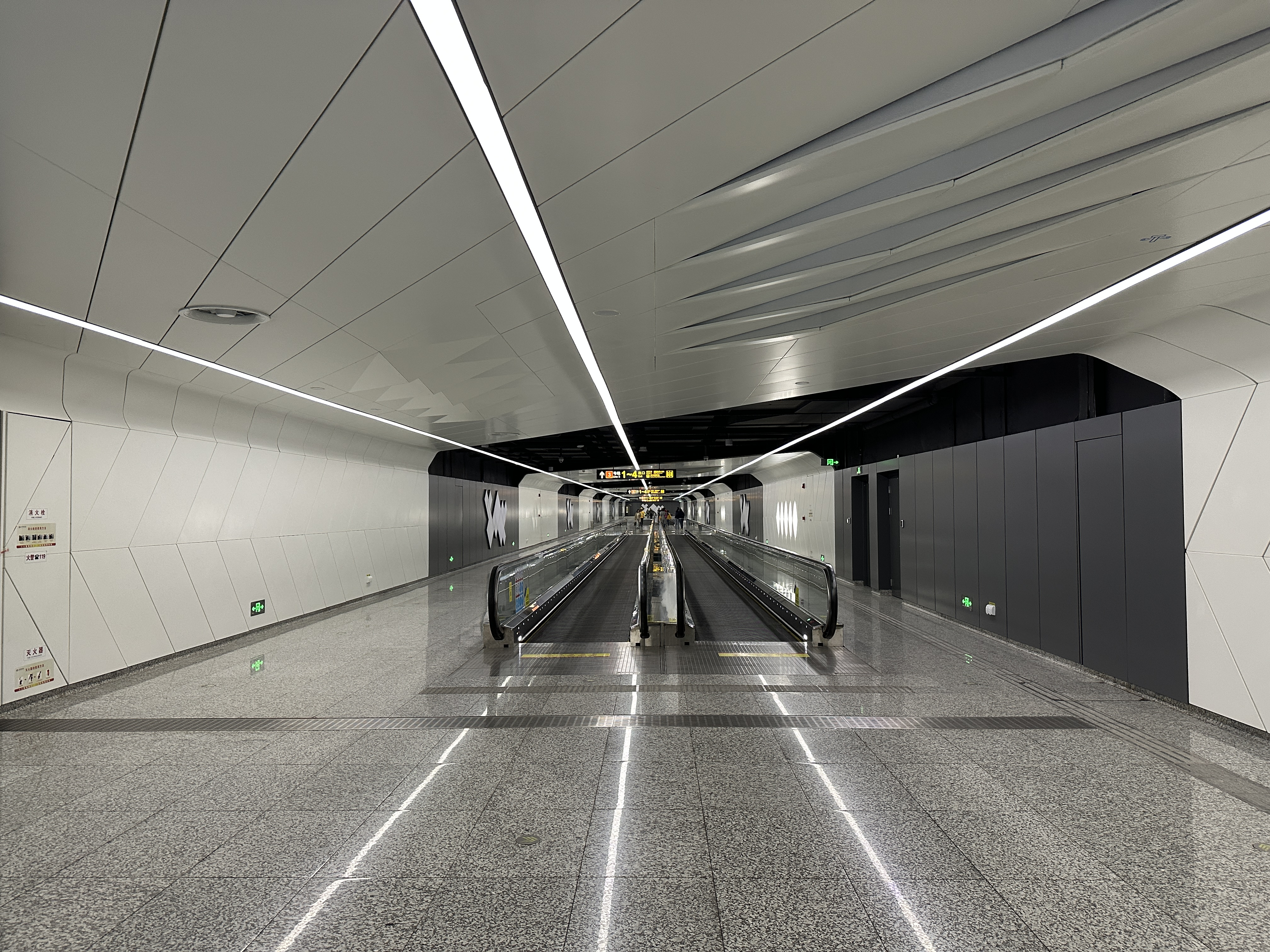
换乘通道
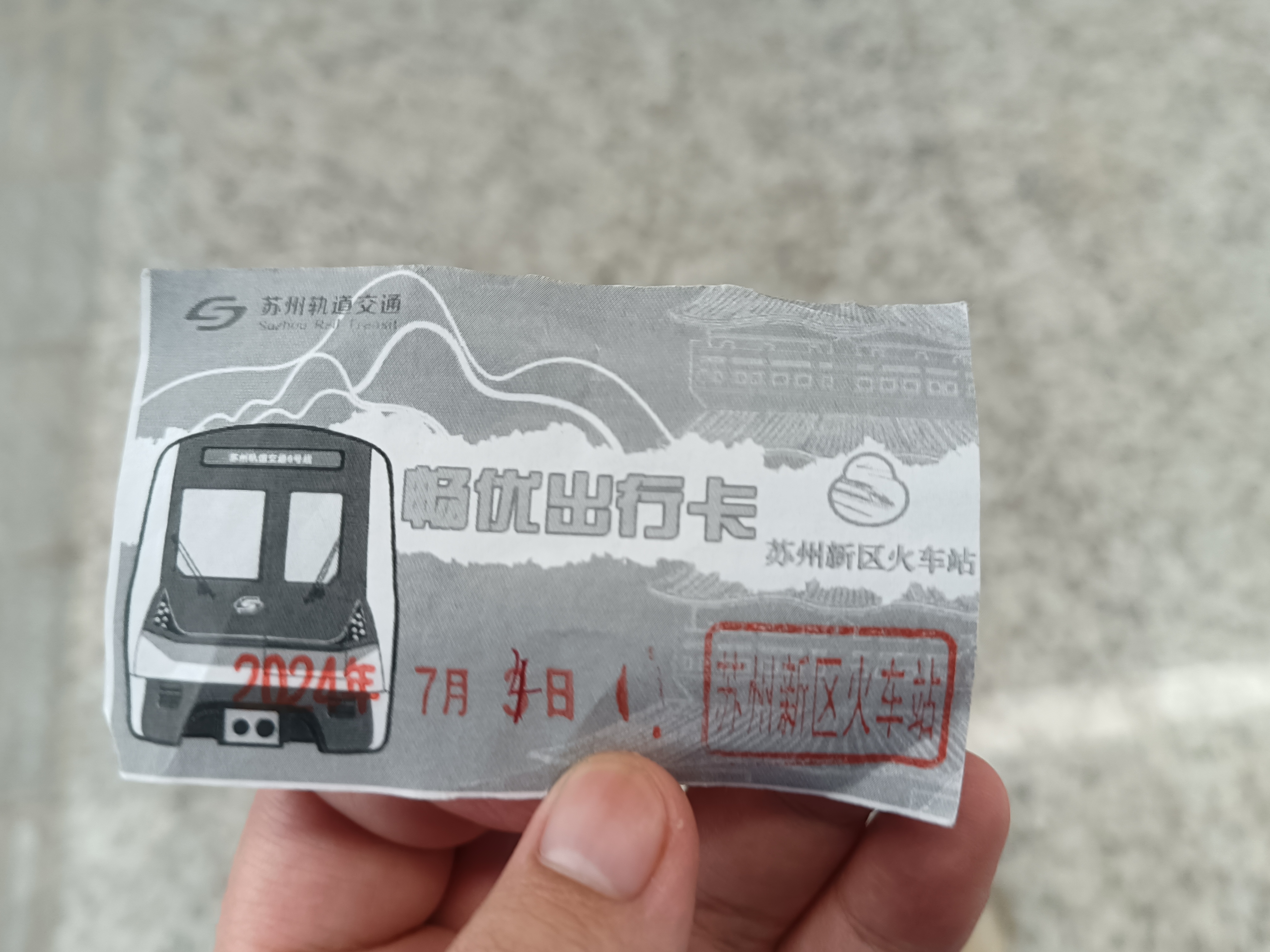
本站出站换乘时期发放的换乘凭证